# Ornithogalum imereticum
Ornithogalum imereticum är en sparrisväxtart som beskrevs av Dmitrii Ivanovich Sosnowsky. Ornithogalum imereticum ingår i släktet stjärnlökar, och familjen sparrisväxter. Inga underarter finns listade i Catalogue of Life.